# Bàdminton als Jocs Olímpics d'estiu de 2020
El bàdminton als Jocs Olímpics d'Estiu de 2020 es van a Tòquio del 24 de juliol al 2 d'agost de 2021. Hi van prendre part un total de 172 atletes (86 homes i 86 dones) que competiren en cinc proves: individual masculí, dobles masculí, individual femení, dobles femení i dobles mixtes.

## Programa
La competició es disputà durant 10 dies.
| P | Preliminars | R | Setzens de final | QF | Quarts de final | SF | Semifinals | M | Partits per les medalles |

| Data               | 24 Jul | 24 Jul | 25 Jul | 25 Jul | 26 Jul | 26 Jul | 27 Jul | 27 Jul | 28 Jul | 28 Jul | 29 Jul | 29 Jul | 30 Jul | 30 Jul | 31 Jul | 31 Jul | 1 Ago | 1 Ago | 2 Ago | 2 Ago |
| Prova              | M      | E      | M      | E      | M      | E      | M      | E      | M      | E      | M      | E      | M      | A      | M      | E      | A     | E     | A     | E     |
| ------------------ | ------ | ------ | ------ | ------ | ------ | ------ | ------ | ------ | ------ | ------ | ------ | ------ | ------ | ------ | ------ | ------ | ----- | ----- | ----- | ----- |
| Individual masculí | P      | P      | P      | P      | P      | P      | P      | P      |        | P      |        | R      |        |        | QF     |        | SF    |       |       | M     |
| Dobles masculí     | P      | P      | P      | P      | P      | P      | P      | P      |        |        | QF     |        |        | SF     |        | M      |       |       |       |       |
| Individual femení  | P      | P      | P      | P      | P      | P      | P      | P      | P      |        | R      |        | QF     | QF     |        | SF     |       | M     |       |       |
| Dobles femení      | P      | P      | P      | P      | P      | P      | P      | P      |        |        |        | QF     |        |        | SF     |        |       |       | M     |       |
| Dobles mixts       | P      | P      | P      | P      | P      | P      |        |        | QF     |        | SF     |        | M      | M      |        |        |       |       |       |       |

## Participants
Un total de 172 jugadors de bàdminton de 49 Comitès Olímpics Nacionals van prendre part en les proves de bàdminton d'aquests Jocs Olímpics.
- Alemanya (5)
- Austràlia (4)
- Àustria (1)
- Azerbaidjan (1)
- Bèlgica (1)
- Brasil (2)
- Bulgària (3)
- Canadà (8)
- Corea del Sud (10)
- Dinamarca (9)
- Egipte (3)
- Eslovàquia (1)
- Espanya (2)
- Estats Units (4)
- Estònia (2)
- Finlàndia (1)
- França (4)
- Guatemala (2)
- Hong Kong (4)
- Hongria (2)
- Índia (4)
- Indonèsia (11)
- Iran (1)
- Irlanda (1)
- Israel (2)
- Japó (13) (amfitrió)
- Malàisia (8)
- Maldives (1)
- Malta (1)
- Maurici (1)
- Mèxic (2)
- Myanmar (1)
- Països Baixos (4)
- Nigèria (3)
- Pakistan (1)
- Perú (1)
- Refugiats olímpics (1)
- Regne Unit (7)
- ROC (4)
- Singapur  (2)
- R.P. de la Xina (14)
- Sri Lanka (1)
- Suècia (1)
- Suïssa (1)
- Tailàndia (7)
- Turquia (1)
- Ucraïna (2)
- Vietnam (2)
- Xina Taipei (5)

## Resultats

### Homes
| Prova              | Or                                 | Plata                                 | Bronze                            |
| Individual detalls | Viktor Axelsen (DEN)               | Chen Long (CHN)                       | Anthony Sinisuka Ginting (INA)    |
| Dobles detalls     | Xina TaipeiLee Yang · Wang Chi-lin | R.P. de la XinaLi Junhui · Liu Yuchen | MalàisiaAaron Chia · Soh Wooi Yik |

### Dones
| Prova              | Or                                       | Plata                                    | Bronze                                    |
| Individual detalls | Chen Yufei (CHN)                         | Tai Tzu-ying (TPE)                       | Pusarla Venkata Sindhu (IND)              |
| Dobles detalls     | IndonèsiaGreysia Polii · Apriyani Rahayu | R.P. de la XinaChen Qingchen · Jia Yifan | Corea del SudKim So-yeong · Kong Hee-yong |

### Mixtes
| Prova          | Or                                         | Plata                                      | Bronze                              |
| Dobles detalls | R.P. de la XinaWang Yilyu · Huang Dongping | R.P. de la XinaZheng Siwei · Huang Yaqiong | JapóYuta Watanabe · Arisa Higashino |

## Medaller
| Posició | País            | Or | Plata | Bronze | Total |
| 1       | R.P. de la Xina | 2  | 4     | 0      | 6     |
| 2       | Xina Taipei     | 1  | 1     | 0      | 2     |
| 3       | Indonèsia       | 1  | 0     | 1      | 2     |
| 4       | Dinamarca       | 1  | 0     | 0      | 1     |
| 5       | Corea del Sud   | 0  | 0     | 1      | 1     |
| 5       | Índia           | 0  | 0     | 1      | 1     |
| 5       | Japó            | 0  | 0     | 1      | 1     |
| 5       | Malàisia        | 0  | 0     | 1      | 1     |
| Total   | Total           | 5  | 5     | 5      | 15    |